# Heterochroma thermographa
Heterochroma thermographa är en fjärilsart som beskrevs av George Francis Hampson 1910. Heterochroma thermographa ingår i släktet Heterochroma och familjen nattflyn. Inga underarter finns listade i Catalogue of Life.